# Canicattì
Canicattì (Caniattì in siciliano) è un comune italiano di 34 244 abitanti del libero consorzio comunale di Agrigento in Sicilia.
Situata nella Sicilia centro-meridionale, è una città di origine araba, ha un'economia basata prevalentemente sull'agricoltura, in particolare sulla produzione dell'uva da tavola, e su un vivace settore commerciale. La città è anche nota per la sua storia e per tanti uomini illustri e per i suoi monumenti.

## Geografia fisica
Il territorio di Canicattì si trova al confine fra le province di Agrigento e quella di Caltanissetta, in una conca naturale (l'alta valle del fiume Naro) circondata da basse colline, assai fertile e tradizionalmente vocata alle colture frutticole (un tempo il mandorlo, oggi l'Uva Italia, l'uva da mosto, la pesca e l'albicocca). L'area si differenzia notevolmente dal territorio circostante; tale differenza ha favorito sia il paesaggio agricolo che il centro urbano. Più verde e florido il primo, maggiormente ricco di attività commerciali, anche all'avanguardia, e di animazione cittadina il secondo, rispetto ai centri vicini di entrambe le province.

### Territorio
Con Regio Decreto firmato da re Vittorio Emanuele III dal 19 febbraio 1934 si fregia del titolo di città.

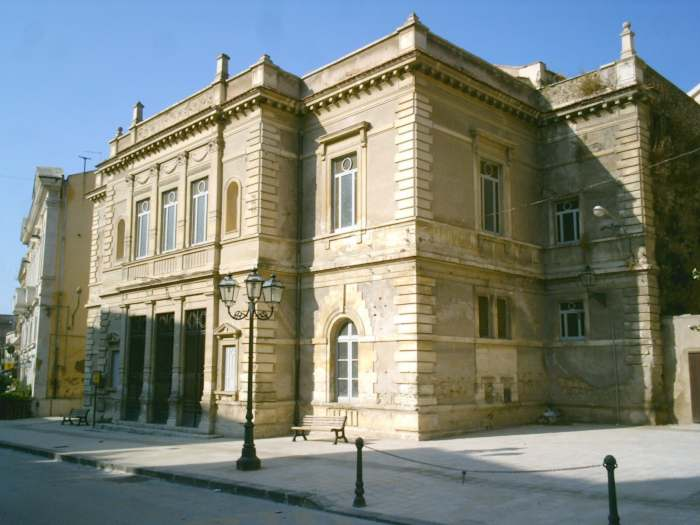
Teatro Sociale di E. Basile

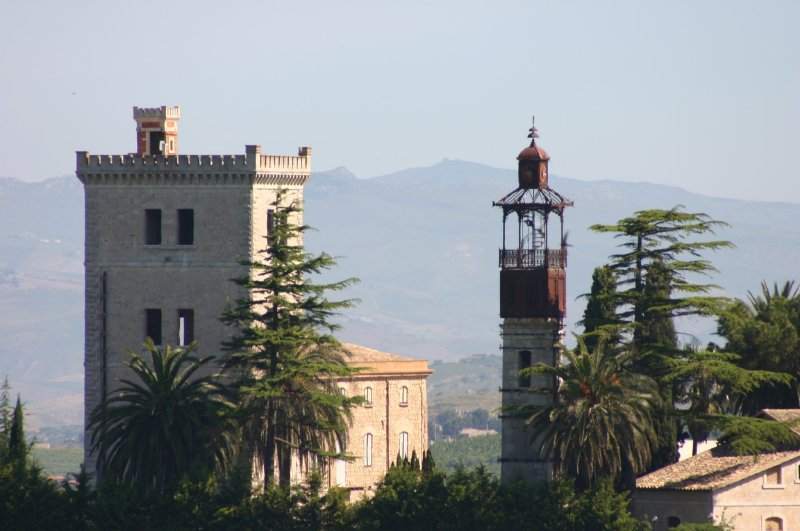
Villa Firriato di E. Basile

## Origini del nome
Il toponimo è probabilmente di origine araba, ma l'etimo esatto è dibattuto. In Idrisi compare un termine in arabo ‎?, al-qaṭṭa, "tagliatore di pietra", ma è incerto che si tratti della città odierna; la forma latina Candicattinum presuppone la locuzione in arabo خندق الطين‎?, ḫandaq aṭ-ṭīn, "fossato di fango". Tale toponimo è stato ritrovato in una carta geografica della Sicilia del periodo di dominazione saracena.

## Storia
I resti archeologici ritrovati nella città e nelle zone adiacenti testimoniano l'esistenza di un abitato già in epoca pre-romana.
Dopo la conquista della Sicilia da parte dei Normanni, il signore del luogo, probabilmente l'Emiro Melciabile Mulè, fu assediato e sconfitto dal barone Salvatore Palmeri (1087), che era al seguito del conte Ruggero e questi per ricompensa gli offrì la spada e il dominio del feudo. Sotto la signoria dei Palmeri, la fortezza araba venne ampliata e prese l'aspetto di un vero e proprio castello con una torre.
Ai normanni successero i Francesi, cacciati poi dagli Aragonesi. Nel 1448 il feudo di Canicattì venne ceduto da Antonio Palmeri, che non aveva figli, al nipote Andrea De Crescenzio. Questi ottenne dal re Giovanni II d'Aragona la Licentia populandi, cioè la facoltà di ampliare i confini del feudo, di incrementare gli abitanti e di amministrare la giustizia.
Sotto il De Crescenzio, Canicattì era una comunità rurale che contava da mille a millecinquecento abitanti, insediati nella parte alta della città. Ad Andrea succedette il figlio Giovanni, che non avendo figli maschi, lasciò la baronia al genero Francesco Calogero Bonanno, nel 1507.
Con il casato Bonanno la città conobbe un considerevole incremento demografico; i feudatari, prima baroni, poi duchi e infine principi della Cattolica, fecero costruire splendidi edifici e fontane.
La signoria dei Bonanno durò fino a tutto il Settecento, ma verso la fine del secolo iniziò il suo declino; la società feudale si avviava a scomparire.
L'ultimo dei Bonanno, nel 1819, cedette la signoria di Canicattì al barone Gabriele Chiaramonte Bordonaro.
Dopo le sommosse e rivoluzioni del 1848 e 1859/61, raggiunta l'unità d'Italia a Canicattì sorsero banche, mulini e stabilimenti che incrementarono il commercio. Per tutto il corso del Novecento l'economia della città si è basata fondamentalmente sull'agricoltura (uva da tavola soprattutto), commercio e settore terziario.
Per la sua prosperità agricola, fondata soprattutto sulla coltura dei vigneti di uva da tavola, Canicattì è stata annoverata nel 1987 tra i Cento Comuni della Piccola-Grande Italia.
È stata centro (seppur minore rispetto ai grandi comuni dell'isola) di laboratori politici sia di centro-destra che di sinistra ed è stata vittima, a volte, di gravi episodi, come le stragi tedesca e statunitense del 1943 e quella del 1947. La città è il centro più importante lungo la direttrice di comunicazioni – oggi stradali e ferroviarie – fra Agrigento e Caltanissetta (e da qui verso Catania e Palermo).
Alla fine degli anni sessanta la coltivazione dell'Uva Italia assunse un ruolo fondamentale per l'economia del territorio, e quasi tutti i canicattinesi negli anni settanta possedevano una vigna. Veniva a Canicattì gente di Gela, San Cataldo, Delia e altri comuni del circondario per lavorare; il boom economico portò Canicattì tra i 100 comuni italiani col maggior reddito pro capite; i mercati erano sempre affollati e concitati. Poi, a causa dell'eccessivo numero di vigne (molte delle quali piantate in terreni inadatti), alla disorganizzazione e all'improvvisazione del territorio, l'industria dell'Uva Italia decadde anche a causa della concorrenza pugliese e di quella di Mazzarrone, agli inizi degli anni novanta.
Nel 2004 il comune di Canicattì è stato sciolto per infiltrazioni mafiose ed è stato retto, fino al 2006, da una Commissione straordinaria di nomina governativa, che ha ripristinato la legalità e l'efficienza della macchina amministrativa, realizzando anche importanti opere pubbliche: restauro del Teatro Sociale, palasport "Saetta e Livatino", piscina comunale, rifacimento di largo Aosta, realizzazione della nuova via Giglia.
Il dialetto di Canicattì, essendo la città situata tra le province di Agrigento e Caltanissetta, ha le sue peculiarità (ad esempio buenu al posto di bonu) e che influenzano il circondario.

### Ricorrenze
- Strage di Canicattì (12 luglio 1943)
- Strage di Canicattì (saponeria Narbone-Garilli) (14 luglio 1943)
- Strage di Canicattì (21 dicembre 1947)

### Simboli
Lo stemma di Canicattì è stato riconosciuto con decreto del capo del governo del 29 aprile 1930.
Il gonfalone, concesso con regio decreto del 14 febbraio 1930, è un drappo di verde.

## Architetture civili
- Resti della secentesca fontana del Nettuno situati nel prospetto della torre campanaria della chiesa del Purgatorio.
- Fontana dell'Acquanova, abbeveratoio, poi demolito, il cui nome sopravvive in quello dell'omonimo quartiere.
- Teatro Sociale, opera dell'architetto Ernesto Basile. Nel 1927 ospitò Luigi Pirandello con la sua Compagnia teatrale.
- Villa Firriato, sempre del Basile, edificata alla fine dell'Ottocento per volere del nobiluomo Francesco Lombardo Gangitano.
- Palazzo La Lomia del XVII secolo, sito in via Cattaneo. In pietra arenaria presenta dei balconi barocchi. Le 35 stanze del palazzo e il fascino che ruota attorno all'edificio hanno fatto sì che lo storico Santi Correnti lo definisse "uno dei più bei palazzi storici di Sicilia". È stato abitato dal famoso barone Agostino La Lomia
- Palazzo La Lomia si trova in via Mariano Stabile su di un poggetto e circondato da giardini. Edificato a partire dalla fine del Cinquecento è uno dei palazzi più grandi e più interessanti, a livello storico e architettonico della città. È stato abitato dal Ministro di Grazia e Giustizia del Regno Borbonico Gioacchino La Lomia Canicattì, ex Casa del fascio, ora sede della caserma della Guardia di Finanza

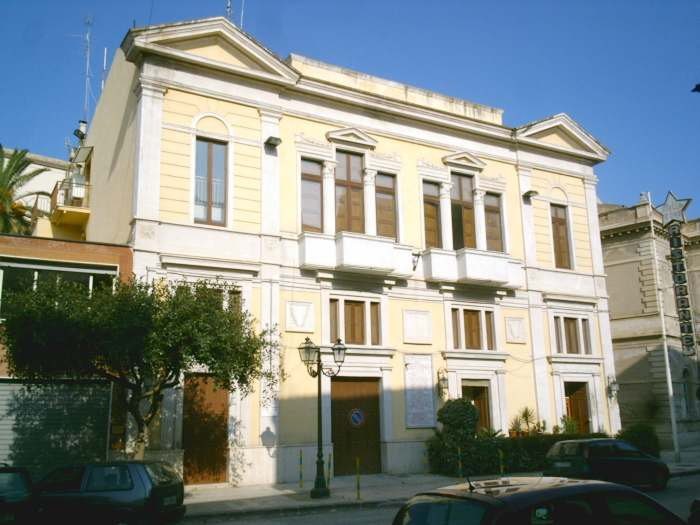
Canicattì, ex Casa del fascio, ora sede della caserma della Guardia di Finanza

- Palazzo Chiaramonte Bordonaro, sito in piazza Roma, in stile barocco con ricco giardino. Appartenuto all'ultimo feudatario della città, il barone Gabriele Chiaramonte Bordonaro
- Palazzo Gangitano, sito in via Poerio. Fu abitato dal Senatore del Regno d'Italia Salvatore Gangitano
- Palazzo Adamo, sito nel corso Umberto
- Palazzo Gangitano di via don Minzoni, vicino al Duomo. Una delle finestre del palazzo dà proprio sulla chiesa, per cui la famiglia poteva assistere alla Messa senza uscire dalla dimora
- Palazzo Gangitano di via Calatafimi, in stile barocco. Vi ebbe sede la Pretura di Canicattì
- Palazzo La Lomia, sito tra via Cattaneo e piazza Dante, appartenuto a don Marco La Lomia
- Palazzo Bartoccelli, già Adamo, in pietra arenaria e in stile barocco. All'interno fu ospitato il re Ferdinando II di Borbone nella sua visita a Canicattì
- Palazzo Stella, sede della biblioteca comunale, ha ospitato la Coppa del Mondo il 2 e 3 marzo 2008
- Ponte di ferro, situato vicino alla stazione ferroviaria e ricoperto di murales e dipinti
- Villa Giacchetto, già residenza estiva delle monache benedettine di Naro
- Torre dell'orologio, situata nel Largo Castello risale alla fine del 1800 ed è considerata da molti il simbolo della citta
- Resti romano-bizantini (necropoli, terme e marmi) di contrada Vitosoldano
- Resti della Rocca Baronale (Castel Bonanno), nel Largo Castello, edificata dagli arabi come fortilizio, trasformata in castello dai normanni e in palazzo baronale dai feudatari della Città. All'interno si conservava una preziosa Armeria, famosa in tutta la Sicilia, e ora esposta al Museo nazionale di Capodimonte, dove lo storico Umberto Bile, vicedirettore del museo, ha organizzato una mostra dal titolo "Mostra delle armi del Cavaliere Giostrante".
- Masseria di contrada Cazzola, edificata parte nel seicento e parte nel settecento, oggi abbandonata e quasi distrutta, fu un esempio mirabile di borgo agricolo con tutte le attività e le strutture legate alla coltivazione e produzione di prodotti della terra, in particolare frumento, olive ed olio, uva e vino. Appartenuta alla nobile famiglia La Lomia fu famosa per le sue cantine, per le battute di caccia che vi si tenevano, per la chiesetta barocca e per i sontuosi saloni nobili
- Centro culturale San Domenico, è una struttura accanto la chiesa di San Domenico in piazza Dante, all'interno c'è un'antica scalinata a chiocciola, tra le prime costruite in Europa. La struttura ospita eventi culturali e manifestazioni
- Casa Museo Giudice Livatino, sita in viale Regina Margherita 166. È l'abitazione nella quale è cresciuto Rosario Angelo Livatino, il Magistrato Martire che dal 9 maggio 2021 è stato dichiarato Beato dalla chiesa cattolica. Nel 2015 la Soprintendenza ai Beni Culturali e Ambientali di Agrigento decreta "l'abitazione di famiglia del Giudice Rosario Livatino" e i beni mobili in essa custoditi, d'interesse storico, artistico, architettonico ed etno-antropologico di particolare importanza, in quanto connubio tra valenza architettonica e preziosa testimonianza di memoria storica e di avvenimenti socio politici caratterizzanti il territorio di Agrigento e della sua provincia. ----[1] D.D.G. n. 2589 Assessorato dei Beni Culturali e dell’Identità Siciliana – Dipartimento dei Beni Culturali e dell’Identità Siciliana; 09/09/2015.

## Architetture religiose
Le chiese principali sono :

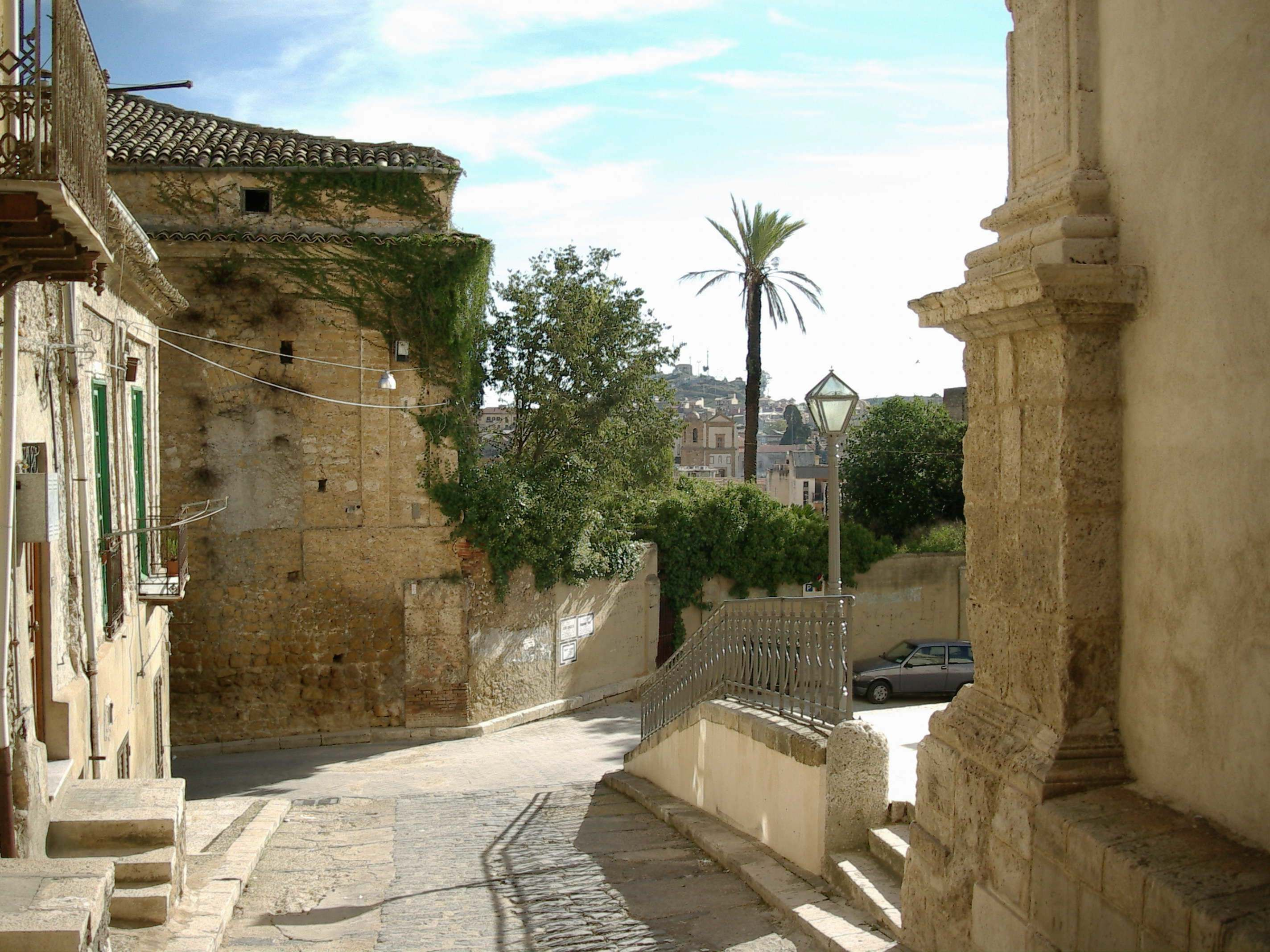
Veduta dalla Chiesa Madre.

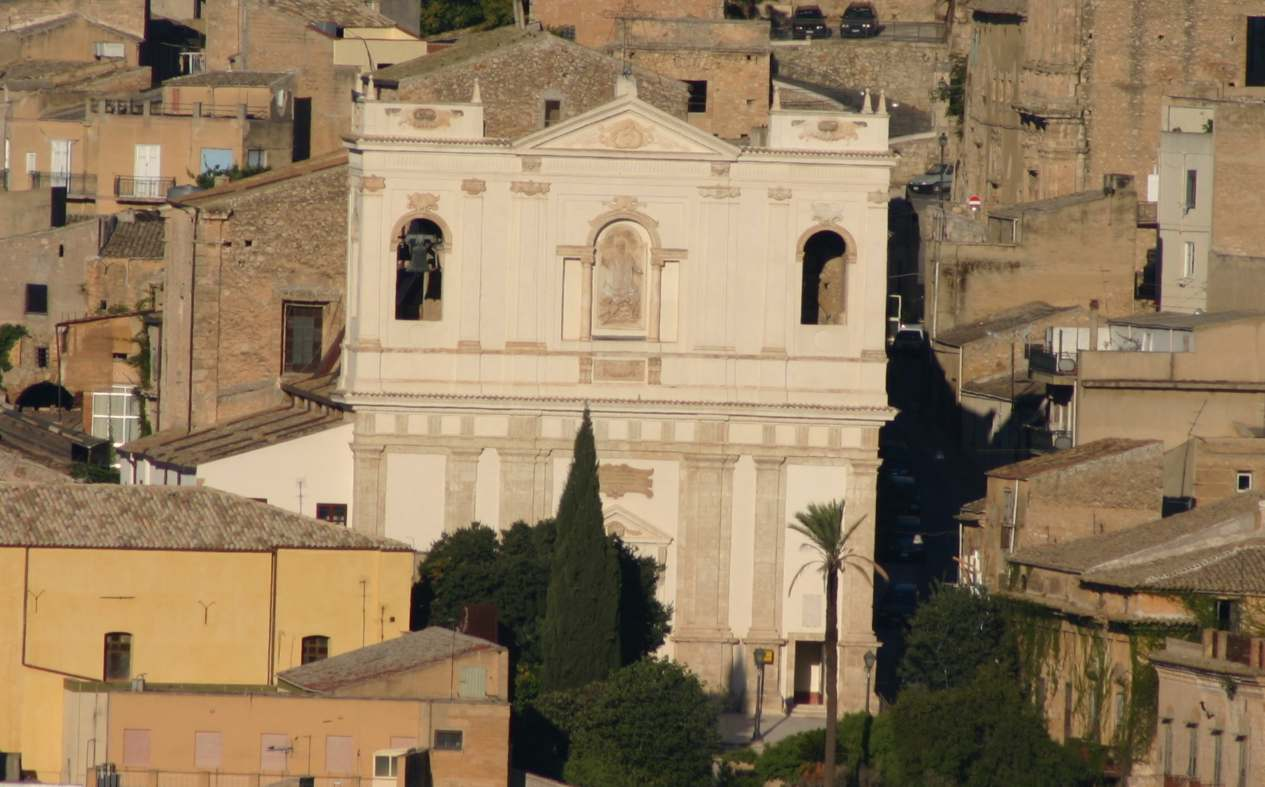
Chiesa Madre.

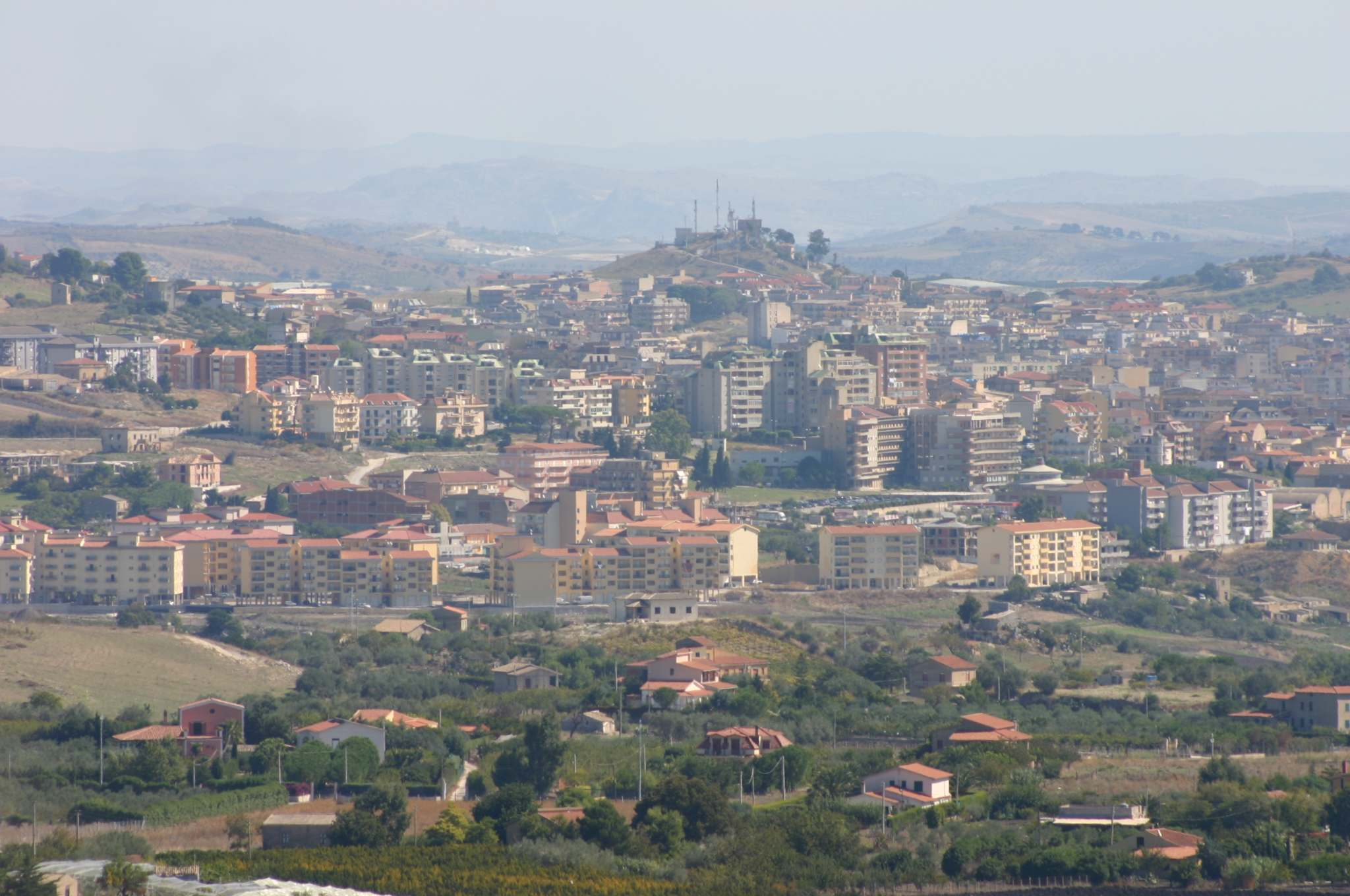
Panorama.

- Chiesa Madre San Pancrazio, edificata grazie alle offerte dei baroni Adamo e della popolazione, nel 1760. Conserva una tela del "Monocolo" Pietro D'Asaro, rappresentante la Sacra Famiglia raffigurata con sant'Anna, san Gioacchino e un donatore con un cesto di frutta, la statua marmorea della Madonna delle Grazie di epoca bizantina, un reliquiario del settecento, il coro ligneo del settecento in stile Luigi XVI, un dipinto ad olio raffigurante la Vergine Addolorata del pittore Francesco Sozzi, una statuetta marmorea rappresentante l'Ecce Homo di buona fattura e di autore ignoto, un fonte battesimale del seicento e altre opere di minor valore. All'interno del tempio riposa in un sarcofago marmoreo, l'arcivescovo Angelo Ficarra. Il vecchio duomo sorgeva nei pressi della Rocca Baronale e risaliva all'epoca della conquista normanna, ma fu poi abbandonato perché fatiscente già verso la fine del Seicento.
- Chiesa del Santo Spirito con annesso convento e chiostro dei frati minori osservanti, del seicento. Il convento fu edificato per volere di donna Antonia Balsamo Bonanno e del frate Antonio Nocera, sui resti di un vecchio oratorio. La chiesa, a tre navate, conserva una statua marmorea, degli inizi del Seicento, rappresentante la Madonna col Bambino, di scuola gaginesca e un Crocifisso, di ignoto autore, festeggiato ogni anno il 3 maggio.
- Chiesa dei Santi Filippo e Giacomo del 1662. Annesso alla chiesa fu edificato il monastero delle benedettine, oggi restaurato e ora adibito a uffici demografici (anagrafe, stato civile, elettorale, leva). La chiesa, tra le più belle di Canicattì, è oggi in attesa di ricostruzione e restauro. All'interno si conservavano oggetti sacri di grande valore e numerosi stucchi di scuola serpottiana.
- Chiesa di San Diego d'Alcalà, protettore della città, sede della Confraternita dei Santi Sebastiano e Diego. Nella parrocchia si organizza la tradizionale processione del Venerdì Santo, risalente al Settecento e tuttora molto sentita dalla popolazione. La via Crucis con le statue del Cristo, della Madonna Addolorata, di Santa Maria Maddalena e di San Giovanni, vede la partecipazione delle autorità religiose, politiche, civili e militari della città.
- Chiesa di Santa Maria del Carmelo, edificata alla fine del Cinquecento assieme al convento dei frati carmelitani. Agli inizi dell'Ottocento la chiesa fu ricostruita a spese degli zolfatai. Dopo la soppressione degli ordini religiosi, il convento fu abbattuto e al suo posto furono edificati la Casa del Fascio (oggi palazzo della Guardia di Finanza) e il Teatro Comunale Sociale.
- Chiesa di Santa Maria degli Agonizzanti, edificata dai baroni Adamo e un tempo sede della Confraternita che assisteva i condannati a morte. All'interno si conserva una tela settecentesca del pittore Guadagnino raffigurante la Madonna che assiste un morente.
- Chiesa di San Giuseppe, edificata nel seicento e rimaneggiata nei secoli successivi, accanto a quello che fu l'Ospedale dei Poveri e oggi è il Collegio di Maria. L'interno conserva una statua lignea di San Giuseppe, opera del Bagnasco e un soffitto ligneo a cassettoni di pregevole fattura.
- Chiesa di San Biagio, esistente già alla fine del Cinquecento e nell'Ottocento affidata ai padri agostiniani. L'interno conserva tele settecentesche di buona fattura, un'antica statua di San Biagio e una pregevole statua lignea dell'Addolorata.
- Chiesa di San Francesco, della fine del Cinquecento, un tempo dei frati conventuali. La chiesa, conserva una statua dell'Immacolata, ritenuta miracolosa dalla popolazione, incoronata nel 1954 dall'arcivescovo di Palermo Ernesto Ruffini, Regina della città. La chiesa conserva una cripta del Cinquecento, scoperta negli anni cinquanta del secolo scorso.
- Chiesa di San Domenico, del 1612, con annesso convento, un tempo dei domenicani. La chiesa conserva due antiche statue, San Domenico e San Tommaso, ritrovate durante alcuni lavoro di restauro. Il convento è stato, di recente, restaurato su progetto dell'architetto Paolo Portoghesi e rimane, tutt'oggi, così come per il monastero delle benedettine, in attesa di un adeguato utilizzo. Il Comune tarda a prendere decisioni affinché ciò che viene recuperato non si disperda nuovamente.
- Chiesa Madonna della Rocca, edificata nel settecento e ristrutturata negli anni settanta del novecento. Nella chiesa, riposano le spoglie mortali del venerabile Gioacchino La Lomia, che nel 1881 fondò il convento dei cappuccini, annesso alla chiesa
- Chiesa Sacra famiglia, situata nel quartiere Acquanova, ha la base a cupola, all'interno c'è un crocifisso di grosse dimensioni dietro l'altare, dietro il campanile c'è una capanna e il monumento alla sacra famiglia di Gesù.Sempre all'interno fino al 2023 la chiesa era di una colorazione d'oro e oggi ha una colorazione bianca per richiamare la semplicità di una chiesa moderna.È una delle chiese più importanti della città ed è la chiesa principale e simbolo del quartiere Acquanova. Fuori la chiesa c'è un monumento di colore oro a Don Bosco.
- Chiesa di Santa Chiara, costruita nel 2008, è una chiesa moderna, all'Interno riposa il beato Rosario Livatino. È una delle chiese più grandi della città. All'interno la struttura è presente anche un teatro. All'interno la chiesa è presente la statua di Santa Chiara.
- Statua della Madonna immacolata situata in piazza roma
- Monumento a Padre Gioacchino la lomia, è una statua situata in piazza IX novembre, la statua è posta sopra una colonna di marmo circondata da un recinto dove ci sono dei fiori.
- Monumento a Livatino e Saetta di Vincenzo Greco, si trova sotto la via Rosario Livatino. Il monumento sarebbe una rotonda con in mezzo 2 piastrelle alte è decorate di rosso e tocchi di giallo. Nel 2023 il monumento è stato danneggiato da un camion a causa di un malore. Oggi si aspetta il restauro, attualmente il monumento è rivestito da una tela che raffigura i due magistrati.
- Mezzo busto di Livatino, è un monumento situato in corso regina Margherita di fronte la chiesa di San Diego.

## Società

### Evoluzione demografica
Abitanti censiti

Ha raggiunto il massimo storico nel 2011. Ad oggi si registra un lieve calo demografico.

## Cultura

L'intero Parnaso, con Apollo e le nove Muse, nella piazza centrale canicattinese

La città è nota anche per l'Accademia del Parnaso, nata nel 1922, e che, attraverso la poesia e il suo "Statuto" prendeva di mira il potere e molti aspetti della vita del tempo. Tra i fondatori, che potrebbero benissimo essere paragonati alle "maschere" della commedia dell'arte si ricordano un oste, il quale declamava i suoi versi all'interno della sua attività, il fascista don Ciccio Giordano, un filosofo, professore universitario e pedagogo, il prof. Calogero Angelo Sacheli, un farmacista-giornalista-polemista e cioè il socialista Diego Cigna, un barone eccentrico e grande viaggiatore, Agostino La Lomia, un avvocato, il quale durante un processo chiese la perizia psichiatrica per il suo assistito solo per aver scelto lui come difensore, Salvatore Sanmartino, un poeta, definito il "cantore di Agrigento", Francesco Macaluso, un sarto, Giuseppe Paci, autore delle famose "Maschere", un commerciante di cereali, Pietro Greco. Tra i suoi arcadi vanno ricordati: Luigi Pirandello, Marta Abba, Filippo Tommaso Marinetti, Adriano Tilgher (che la definì la "più audace Accademia satirica italiana"), Leonardo Sciascia e tanti altri.

## Geografia antropica

### Suddivisioni storiche
I principali quartieri sono quelli di Borgalino e della Badìa, siti nel centro storico, nella parte alta della città; l'Acquanova, situato attorno al punto in cui si trovava l'omonima fontana che serviva da abbeveratoio; Rovitelli, vicino a Largo Aosta (la principale piazza del comune e sede della stazione degli autobus); gli altri quartieri prendono più che altro il nome dalle parrocchie adiacenti.
La principale via cittadina è corso Regina Margherita, chiamato comunemente "Corso", che si dirama dalla chiesa di San Diego. Piazze di importanza rilevante sono piazza IV Novembre e largo Aosta. Altro punto di riferimento è il ponte di ferro decorato con murales raffiguranti papa Giovanni Paolo II e personaggi cittadini.

## Economia

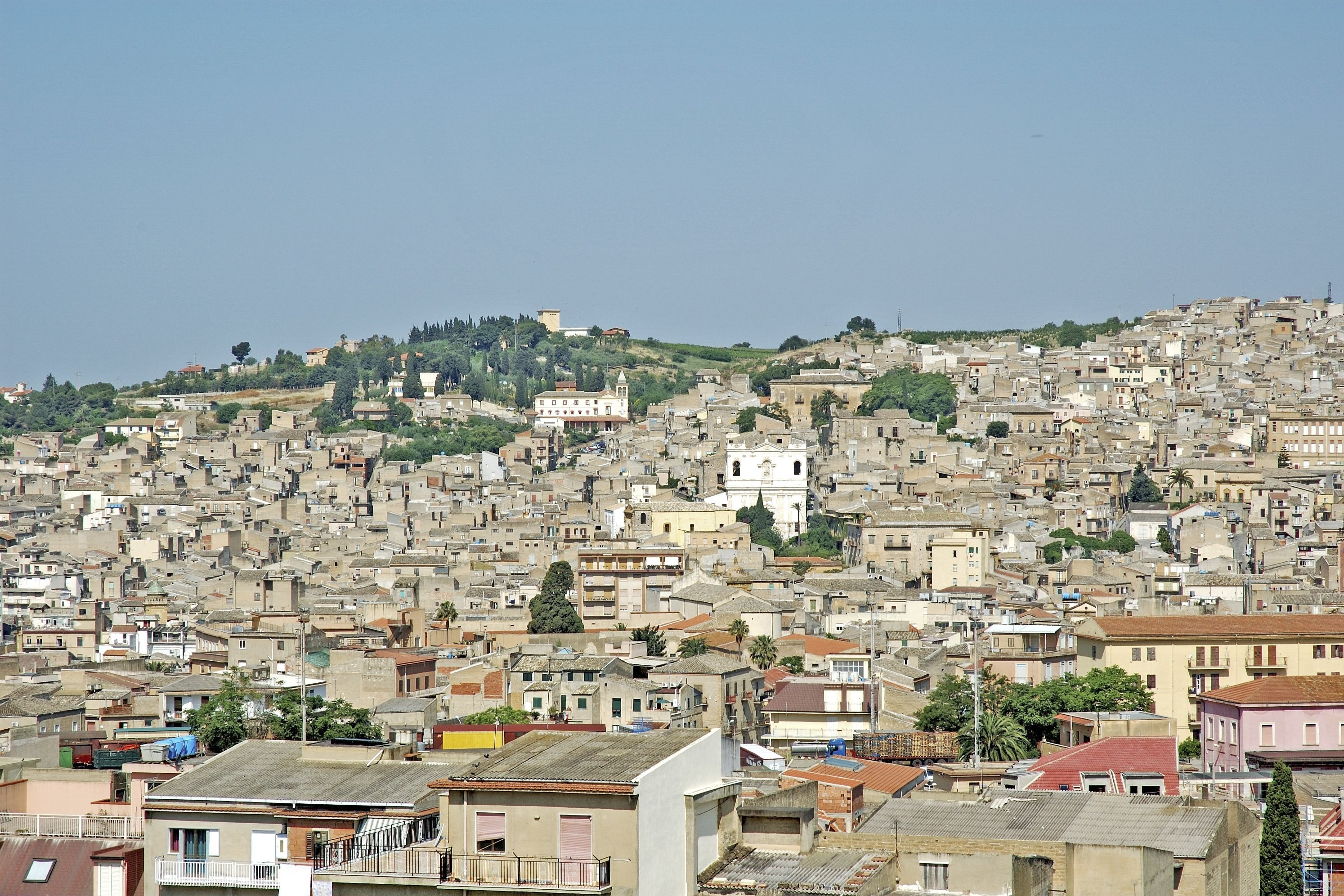
Canicattì Centro storico

Favorita dalla posizione strategica, già verso la fine dell'Ottocento la città ferveva di attività commerciali e industriali di rilievo; l'agricoltura vi appariva avanzata ed era presente anche un forte comparto minerario, con estrazioni di salgemma e zolfo (il territorio è contiguo all'altopiano solfifero che si estende a Ovest della città).
Negli anni settanta del Novecento l'economia canicattinese prese un forte slancio grazie all'esplosione del fenomeno della coltura intensiva dell'uva bianca da tavola della varietà 'Italia'. In quegli anni la ricchezza apportata dall'agricoltura fu improvvisa e ingente, tanto da porre la città fra i centri italiani più dinamici durante il "boom" economico degli anni ottanta, al pari di cittadine del centro-nord del Paese.

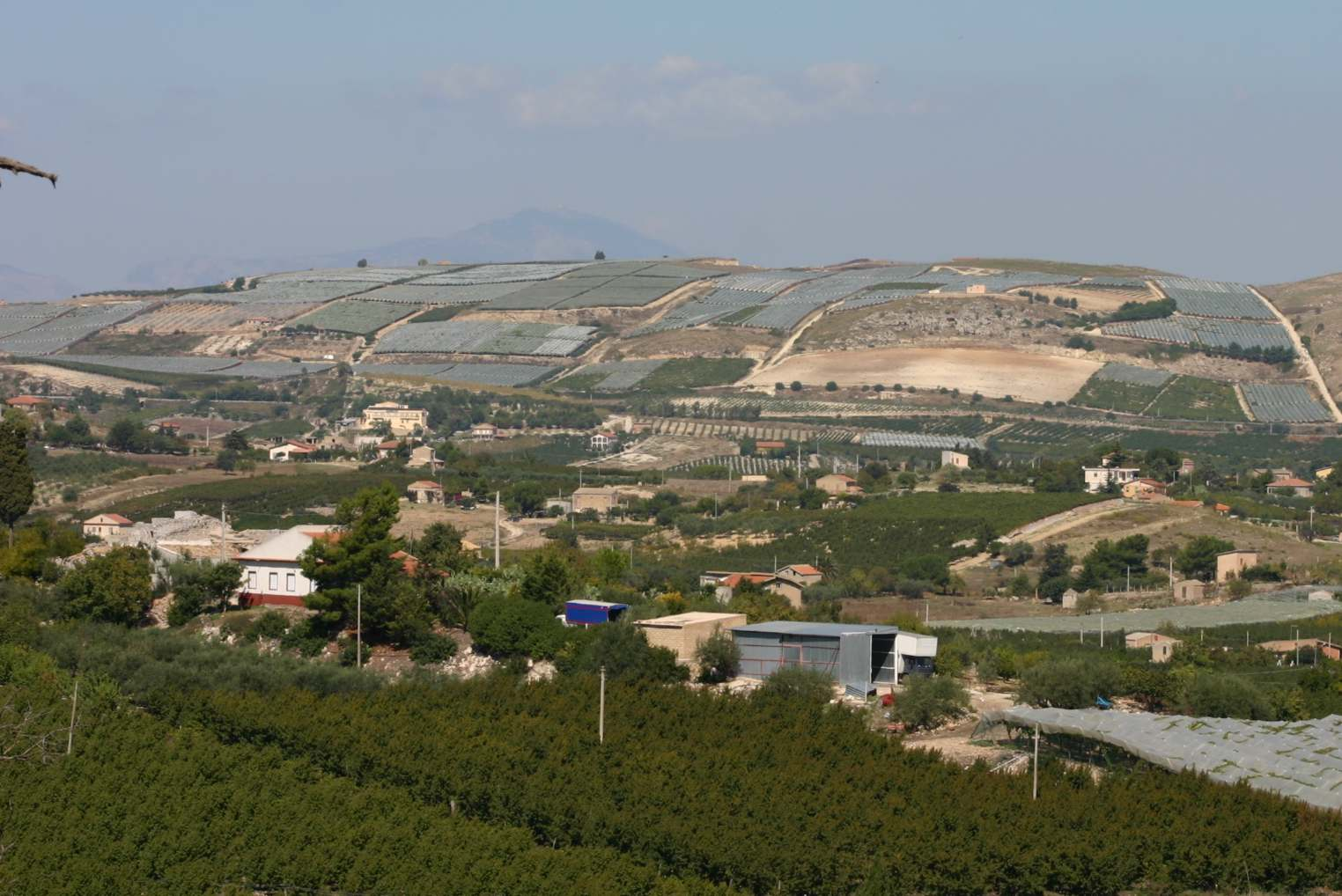
Vigneti e pescheti di Canicattì

L'afflusso di denaro portò il fiorire di attività commerciali e, in minor misura, industriali. Comportò, altresì, un sia pur limitato aumento della popolazione (dai 28 094 abitanti del 1971 ai 32 344 del 1991), che peraltro assume maggior peso se guardato nella prospettiva locale di uno spopolamento pressoché generalizzato dei centri urbani della Sicilia interna e collinare-montana. Veri e propri fenomeni di immigrazione interna favorirono tale aumento: molti cittadini provengono dai centri vicini, e si sono trasferiti a Canicattì, spesso, dopo avervi studiato, poiché la città è anche sede di diversi istituti di istruzione secondaria (che coprono un largo raggio di tipologie). Era presente anche un'immigrazione interna stagionale, per la raccolta dell'uva, oggi perlopiù sostituita dall'immigrazione dall'estero (Romania e Marocco, in primo luogo).

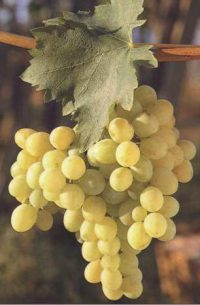
Uva da Tavola 'Italia' di Canicattì

Negli ultimi anni, però, la monocoltura dell'uva da tavola ha mostrato i suoi lati negativi, accusando fortemente le crisi stagionali e la costante riduzione del prezzo di vendita all'ingrosso (in termini reali, e fino al rialzo del 2005). Sono stati quindi espiantati molti vigneti. Su alcuni dei terreni così liberati sono stati impiantati pescheti. I pescheti sono estesi per circa 2000 ha, e cominciano a diffondersi le coltivazioni di albicocche e di uva da mosto. Quest'ultima – presente soprattutto con il vitigno Nero d'Avola – produce alcuni ottimi vini e il settore sembra offrire qualche spunto d'ottimismo, rafforzato, per l'uva da tavola, dall'avvio della produzione IGP, la cui qualità può spuntare sul mercato prezzi ben più alti di quella priva di certificazione europea.
Nonostante le difficoltà del comparto agricolo, apparse gravi negli anni successivi al 2001, l'agricoltura rimane, finora, la prima attività economica della città, con circa il 28% degli occupati. Segue il commercio con il 21%, la pubblica amministrazione con il 9%, l'industria edile con l'8,5%, l'industria manifatturiera con l'8%, l'istruzione con l'8%, le intermediazioni con il 4,6%, i trasporti e le comunicazioni con il 3,7%, gli affari immobiliari con il 3,3%, la sanità con il 3%, gli altri servizi pubblici con il 3% e gli esercizi alberghieri e di ristorazione con il 2%.
Il territorio del comune è compreso nella zona di produzione del Pistacchio di Raffadali D.O.P..

## Infrastrutture e trasporti

### Strade
- Strada Statale 640 di Porto Empedocle, detta anche "degli Scrittori", collega con Agrigento, Caltanissetta e l'A19.
- Strada Statale 122 Agrigentina, vecchio collegamento con Agrigento e Favara da un lato e San Cataldo e Caltanissetta dall'altro lato.
- Strada Statale 123 di Licata, collega con Campobello di Licata e Licata.
- Strada Statale 190 Delle Solfare collega con bivio Ponte Olivo passando per Delia, Sommatino e Riesi.

### Ferrovie
- Stazione di Canicattì, è un nodo ferroviario tra le linee Siracusa-Gela-Canicattì e Catania-Caltanissetta-Agrigento.

## Amministrazione
Di seguito è presentata una tabella relativa alle amministrazioni che si sono succedute in questo comune.
| Periodo           | Periodo          | Primo cittadino    | Partito                            | Carica              | Note   |
| ----------------- | ---------------- | ------------------ | ---------------------------------- | ------------------- | ------ |
| 21 marzo 1988     | 30 maggio 1990   | Giuseppe Aronica   | Democrazia Cristiana               | Sindaco             | [ 12 ] |
| 31 agosto 1990    | 7 settembre 1992 | Giovanni Asti      | Democrazia Cristiana               | Sindaco             | [ 12 ] |
| 30 ottobre 1992   | 30 luglio 1993   | Cataldo Manganaro  | Democrazia Cristiana               | Sindaco             | [ 12 ] |
| 27 settembre 1993 | 10 febbraio 1994 | Marco Notarstefano | Democrazia Cristiana               | Sindaco             | [ 12 ] |
| 29 giugno 1994    | 8 giugno 1998    | Carmelo Cammalleri | Alleanza Nazionale                 | Sindaco             | [ 12 ] |
| 8 giugno 1998     | 7 dicembre 1999  | Antonio Scrimali   | Partito Democratico della Sinistra | Sindaco             | [ 12 ] |
| 7 dicembre 1999   | 1º maggio 2000   | Francesco Marsala  |                                    | Comm. straordinario | [ 12 ] |
| 1º maggio 2000    | 6 settembre 2004 | Antonio Scrimali   | centro-sinistra                    | Sindaco             | [ 12 ] |
| 6 settembre 2004  | 27 giugno 2006   | Vittorio Vasques   |                                    | Comm. straordinario | [ 12 ] |
| 6 settembre 2004  | 27 giugno 2006   | Filippo Romano     |                                    | Comm. straordinario | [ 12 ] |
| 6 settembre 2004  | 27 giugno 2006   | Gaetano Ferrante   |                                    | Comm. straordinario | [ 12 ] |
| 27 giugno 2006    | 16 giugno 2011   | Vincenzo Corbo     | centro-sinistra                    | Sindaco             | [ 12 ] |
| 16 giugno 2011    | 20 giugno 2016   | Vincenzo Corbo     |                                    | Sindaco             | [ 12 ] |
| 20 giugno 2016    | 26 ottobre 2021  | Ettore Di Ventura  | Partito Democratico                | Sindaco             | [ 12 ] |
| 26 ottobre 2021   | in carica        | Vincenzo Corbo     | lista civica                       | Sindaco             | [ 12 ] |

### Altre informazioni amministrative
Il comune di Canicattì fa parte delle seguenti organizzazioni sovracomunali: regione agraria n.4 (Colline del Salso e di Naro).

## Sport

La squadra di calcio del nella stagione 1975-1976

La principale squadra di calcio della città fu l'A.S.D. Canicattì Calcio che nasce su iniziativa di Carmelo Marchese Ragona nel 1928 (e viene nuovamente fondata nel 2014 dopo un periodo di inattività). Ha militato in Serie C negli anni quaranta ed in Serie C2 tra il 1982 ed il 1985.
Altre squadre calcistiche comunali furono la Matteotti, che arrivò in Prima Categoria negli anni settanta, e l'Atletico Canicattì che arrivò in Promozione negli anni ottanta; infine la Libertas Gaudium, che ha raggiunto  la seconda categoria.
Negli ultimi anni ha assunto importanza il basket, con la Gaudium Basket Canicattì
che ha disputato la Serie B2 a partire dal 2005 fino al suo scioglimento nel 2013.
La Naty Volley, squadra principale di pallavolo femminile, nella stagione 2018/2019 ha raggiunto per la prima volta la promozione al campionato nazionale di serie B2.